# جنی یکی از دوستان من بود
«جنی یکی از دوستان من بود» (به انگلیسی: Jenny Was a Friend of Mine) ترانه‌ای از گروه کیلرز می‌باشد. این ترانه به عنوان اولین آهنگ در اولین آلبوم کیلرز، هیجان داغ قرارداده شده است و توسط برندن فلاورز و مارک استورمر نوشته شده است. با وجود این‌که این ترانه یک تک‌آهنگ نیست، اما به عنوان یکی از محبوب‌ترین و تحسین برانگیزترین آهنگ‌های کیلرز شناخته می‌شود.

## ترکیب و نوشتار
این ترانه در کلید E-flat minor نوشته شده و به داستان (ساختگی) قتل دختری به نام جنیفر (جِنی) می‌پردازد که توسط شخصیت اصلی کشته شده‌است. ادامهٔ داستان قتل این دختر در دو ترانهٔ دیگر شرح داده شده است.
این ترانه مربوط به «سه‌گانه قتل» (به انگلیسی: Murder Trilogy) می‌باشد. اولین ترانه از این سه‌گانه به نام «بوربن را روی قفسه بگذار» (به انگلیسی: Leave the Bourbon on the Shelf) است که روایت شخصیت اصلی را پیش از کشتن جنی می‌کند. او در حال نوشیدن ویسکی داستانی را بازگو می‌کند که در آن جنی با مردی دیگر رابطهٔ جنسی برقرار کرده و به همین خاطر حال قصد کشتن او را دارد. دومین ترانه با عنوان «نمایش نیمه‌شب» (به انگلیسی: Midnight Show) به جزئیات دقیق‌تر در مورد کشتن جنیفر می‌پردازد. سومین و آخرین ترانهٔ این سه‌گانه با نام «جنی یکی از دوستان من بود» به دستگیری شخصیت اصلی توسط پلیس و بازجویی او پس از قتل جنی می‌پردازد، که در حال توجیه این جرم است. پس از توضیح این حادثه برای پلیس، شخصیت ادعا می‌کند که بی‌گناه است و «هیچ انگیزه‌ای برای این جنایت وجود ندارد.» از آنجا که این ترانه هیچگونه قطعنامه‌ای در مورد جرم نشان نمی‌دهد، هرگز روشن نمی‌شود که آیا شخصیت اصلی جنیفر را به راستی به قتل رسانده یا خیر.